# Penco
Penco est une ville et une commune du Chili faisant partie de la province de Concepción, elle-même rattachée à la région du Biobío. En 2012, la population de la commune s'élevait à 46 265 habitants. La superficie de la commune est de 108 km2 (densité de 428 hab./km2). L'agglomération principale est traversée par le Río Andalién.

Position de Penco (en rouge) au sein de la Région du Biobío.